# 콘테시나 데 바르디
콘테시나 데 바르디(이탈리아어: Contessina de' Bardi,1400년–1473년 10월)는 이탈리아 르네상스 시기의 귀족 여성이다. 메디치 가문으로 시집을 가, 메디치 가문이 피렌체에서 그들의 힘을 키우는데 필요한 고귀함, 위신과 군사적 지원을 제공하였다.

## 바르디 가문
바르디 가문은 가끔식은 유난히도 부유했으나, 1343년 가문 은행의 부도가 발생하면서 가문의 위치는 하락하고 말았다. 그들은 영주이자 콘도티에로로서의 명성도 지녔었다. 메디치 가문은 그리하여 이 모습을 보고 메디치 가문의 정치적 헤게모니 지원을 위해 그들을 불러들였다.
콘테시나의 부모는 베르니오 백작 알레산드로 디 소초 바르디와 엘치(Elci) 백작 라니에로 디 구이도 판노키에스키의 딸 카밀라 판노키에스키이다.

## 생애
콘테시나 데 바르디는 1415년 무릅에 코시모 데 메디치와 혼인하였고 그의 부모인 피카르다 부에리, 조반니 디 비치 데 메디치와 함께 살았다. 피카르다와 조반니의 결혼처럼, 이 혼인은 메디치 가문과 다른 귀족 가문 과의 연결을 불러일으켰다. 그들과의 결혼 사이에서 피에로와 조반니 두 명의 자녀가 태어났다. 거기다 그녀는 코시모의 사생아인 카를로 데 메디치 또한 돌봤다. 그녀는 돈과 그들의 가정을 관리하는 법을 잘 알고 있었다.
그녀는 남편보다 10년 정도 더 살았다. 그가 1464년에 사망하고 그녀는 손자들의 조언자로 남았다. 그녀는 또한 며느리인 루크레치아 토르나부오니와도 사이가 좋았고 코시모가 사망한 후, 루크레치아와 그녀의 남편 피에로와 함께 살았었다. 콘테시나와 로렌초, 줄리아노와의 관계는 어린 시절부터 가까웠으며, 그들이 정치 지도자가 된 후에도 그녀의 정치적 영향력을 허락하였다. 여기에는 그녀가 지지하던 세금 해택 협상이 포함된다. 그녀는 또한 피렌체에 있는 메디치 가문의 중요 인사로서 혼인 협상과 동의에 정기적으로 참여하였다.
콘테시나는 1473년 9월 26일과 10월 25일 사이에 사망했다. 그녀의 손자 로렌초는 그의 할머니를 기념하여 딸에게 콘테시나 데 메디치(Contessina de Medici)라는 이름을 붙여주었다.